# Bad Liebenzell
Bad Liebenzell est une ville de Bade-Wurtemberg (Allemagne), située dans l'arrondissement de Calw, dans l'aire urbaine Nordschwarzwald, dans le district de Karlsruhe.

## Personnalités
Dans les années 1970, l'artiste allemand Tomas Kurth vivait à Bad Liebenzell-Monakam dans une commune alternative.